# راشد القناص
راشد بن عبد الرحمن بن خليل القنّاص السبيعي (1969) شاعر سعودي. ولد في العيون بالأحساء هو عضو بجمعية الثقافة والفنون بالأحساء وهيئة الصحفيين السعوديين. يعمل رئيسًا لمنتدى الأدب الشعبي في الهفوف ومقدمًا لبرامج إذاعية في إذاعة الرياض. له عدة دواوين شعرية ومؤلفات عديدة. تميز بأبحاثه حول الأدب الشعبي الأحسائي.

## سيرته
ولد راشد بن عبد الرحمن بن خليل القناص السبيعي في مدينة العيون بالأحساء سنة 1389 هـ/ 1969م ونشأ بها.

## مهنته
يعمل مديرا لمدرسة ابتدائية في محافظة الأحساء. دخل الإعلام وعمل في عدة صحف. ويساهم في المشاركات الشعرية في للعديد من الصحف والبرامج الإذاعية والتلفزيونية والمناسبات العامة. قام بتقديم برامج تلفزيونية. وهو أحد مؤسسي مجلس شعراء هجر بالأحساء وعضو هيئة الصحفيين السعوديين. ويعمل رئيسًا لمنتدى الأدب الشعبي التابع لجمعية الثقافة والفنون في الأحساء. عيّن سفيرًا للنوايا الحسنة من المنظمة النرويجية للعدالة والسلام في 26 يوليو 2019.

## جوائزه وتكريماته
- 27 أكتوبر 2019: الدكتوراه الفخرية من المنظمة النرويجية للعدالة والسلام.[4]
- 2 يناير 2020: أحتفت جمعية الثقافة بالدمام به.[5]

## حياته الشخصية
توفيت زوجته في 3 ذو الحجة 1437/ 5 سبتمبر 2016.

## مؤلفاته
من دواوينه الشعرية:
- نبع المشاعر، 2001: يضم ما يقارب سبعين قصيدة صدَّرها بقصائد وطنية وبعض ما كتبه في مديح رموز الوطن وبعض رجاله.

وجاء جل قصائد الديوان من شعر الغزل
- حنين العشق
- أصدق المرثيات في أوفى الوفيات

من كتبه:
- القاموس الشعبي، 2013
- الأمثال الشعبية في الاشعار النبطية، 2013: احتوى هذا الكتاب على 274 مثلا وهذه الأمثال المختارة.
- شذرات شعرية من الشعر الشعبي، 2016
- ديوان بوح المشاعر، شعر الشيخ حمد بن سعود العبد الرحمن آل ثاني، 2016
- ديوان أشهر شعراء الاحساء في القرنين الثالث عشر والرابع عشر، 2018
- ديوان شعراء منتدى الادب الشعبي بالاحساء، 2018
- هلاليات، 75 قصيدة مختارة على بحر الهلالي، 2020: جمع فيه قصائد نخبةً من الشعراء القديرين في شتى الاغراض الشعرية
- وجدانيات ابن عواد، 2020: جمع فيه قصائد الشاعر سعود بن أحمد العواد وهي قصائد متعددة الاغراض الشعرية وصدّره بمقدمةٍ
- صخريات، 2020: يضم 100 قصيدة على بحر الصخري، وهو ثاني بحر كتب عليه الشعراء النبطيون، وجمع فيه قصائد نخبة من الشعراء في شتى الأغراض الشعرية في 159 صفحة.[7]